# 醜小孩
《醜小孩》(The ugly little boy)，兩位星雲獎及雨果獎常年得主，科幻大師艾西莫夫(Isaac Asimov)和席維伯格(Robert Silverberg)合著的作品，本來只是艾西莫夫的一篇短篇小說，後來艾西莫夫和席維伯格根據短篇的基礎設定重寫為長篇小說。

## 故事簡介
時間流轉公司是一間研究時空轉移的公司，過去該公司一直都只是對從過去帶回死物到現在，但長期的死物研究已經不能再為該公司帶來任何贊助，該公司為了重拾資金來源，改善財政，決定進行一次史無前例的生物時空轉移，從石器時代帶來一個小孩，並命名為「提米」。
提米擁有原始人的所有特徵，瘦削、畸形的身體，成為了一眾好奇的人-傳媒和科學家等的關注，從來沒有人理解他的心理情緒，惟獨照顧他護士小姐費洛.不過好景不常，提米的出現,並沒有讓時間流轉公司得到太大的利益,而此時時間流轉公司的技術又得到新的突破,在一次提米的攻擊事件後,他們決定將提米送回古代，只可惜當時的提米已經不可能再和原始人生活，於是費洛小姐決定帶提米離開。